# Lophobates ochreicostata
Lophobates ochreicostata är en fjärilsart som beskrevs av W. Warren 1899. Lophobates ochreicostata ingår i släktet Lophobates och familjen mätare. Inga underarter finns listade i Catalogue of Life.